# Dinarmus steffani
Dinarmus steffani är en stekelart som beskrevs av Jean-Yves Rasplus 1986. Dinarmus steffani ingår i släktet Dinarmus och familjen puppglanssteklar.
Artens utbredningsområde är Elfenbenskusten. Inga underarter finns listade i Catalogue of Life.